# Tatari (Pleven)
Tatari (búlgaro: Тата̀ри) es un pueblo de Bulgaria perteneciente al municipio de Bélene de la provincia de Pleven.
Se ubica unos 10 km al sureste de la capital municipal Bélene, junto al límite con la provincia de Veliko Tarnovo.
El topónimo local hace referencia a los tártaros y se cree que el pueblo tiene su origen en un antiguo asentamiento tártaro. La actual localidad se desarrolló a finales del siglo XIX mediante la agrupación de varias granjas, construyéndose la primera escuela en 1879 y la iglesia ortodoxa en 1883. En 1930 y 1947 se produjeron inundaciones en el Danubio que obligaron a la población a desplazarse a zonas más altas, pero sin llegar a despoblar la localidad.

## Demografía
En 2011 tenía 377 habitantes, de los cuales el 98,93% eran étnicamente búlgaros y el 1,06% turcos.
En anteriores censos su población ha sido la siguiente:
| Gráfica de evolución demográfica de Tatari entre 1934 y 2011 |
|                                                              |